# CA Aliança
Az Clube Atlético Aliança, röviden Aliança, egy 1995-ben létrehozott brazil labdarúgócsapat Santanából. A klub jelenleg egyik Amapá állami bajnoksághoz sem tartozik, ugyanis hivatalos működési engedély hiányában nincs jogosultságuk állami és országos versenyeken való részvételre.

## Sikerlista

### Állami
- 1-szeres Amapaense bajnok: 1998